# Vivien Folláth
Vivien Folláth (Szolnok, 21 de mayo de 1982) es una deportista húngara que compitió en piragüismo en la modalidad de aguas tranquilas. Ganó una medalla de oro en el Campeonato Mundial de Piragüismo de 2010, en la prueba de K1 5000 m.
En la modalidad de maratón, obtuvo cuatro medallas en el Campeonato Mundial entre los años 2005 y 2008, y una medalla de plata en el Campeonato Europeo de 2007.

## Palmarés internacional

### Piragüismo en aguas tranquilas
| Campeonato Mundial | Campeonato Mundial | Campeonato Mundial | Campeonato Mundial |
| Año                | Lugar              | Medalla            | Competición        |
| ------------------ | ------------------ | ------------------ | ------------------ |
| 2010               | Poznań (Polonia)   | Medalla de oro     | K1 5000 m          |

### Piragüismo en maratón
| Campeonato Mundial | Campeonato Mundial            | Campeonato Mundial | Campeonato Mundial |
| Año                | Lugar                         | Medalla            | Competición        |
| ------------------ | ----------------------------- | ------------------ | ------------------ |
| 2005               | Perth (Australia)             | Medalla de plata   | K1                 |
| 2006               | Trémolat (Francia)            | Medalla de plata   | K2                 |
| 2008               | Týn nad Vltavou ( Rep. Checa) | Medalla de oro     | K1                 |
| 2008               | Týn nad Vltavou ( Rep. Checa) | Medalla de bronce  | K2                 |
| Campeonato Europeo |                               |                    |                    |
| Año                | Lugar                         | Medalla            | Competición        |
| 2007               | Trenčín (Eslovaquia)          | Medalla de plata   | K1                 |